# Carel Asser (1843-1898)
Carel Asser (Den Haag, 1 juni 1843 – Leiden, 10 december 1898) was een Joods-Nederlandse rechter te Den Haag en sinds 1892 hoogleraar burgerlijk recht aan de Universiteit Leiden. Hij geniet vooral bekendheid als de originele auteur van de Asser-serie, een vooraanstaande reeks handboeken over het Nederlands burgerlijk recht.

## Opleiding
Asser, zoon van de advocaat mr. Lodewijk Asser en diens volle nicht, schrijfster Netje Asser, bezocht het gymnasium en studeerde rechten te Leiden. In 1865 deed hij mee aan een prijsvraag, uitgeschreven door de rechtsgeleerde faculteit in Groningen, over telegrafie en won een gouden medaille. Op 15 december 1866 promoveerde hij cum laude bij Joël Emanuel Goudsmit op het proefschrift De telegraphie in hare rechtsgevolgen.

## Loopbaan
Nog datzelfde jaar vestigde hij zich in Den Haag als advocaat en op 6 juni 1878 werd hij benoemd tot lid van de rechtbank; sinds 22 maart 1871 was hij in datzelfde college al werkzaam als rechter-plaatsvervanger. Minister van Justitite Anthony Modderman riep twee staatscommissies in het leven: in november 1879 een tot herziening van het Wetboek van Koophandel, waarin onder meer Tobias Asser zitting had en in februari 1880 een tot herziening van het Burgerlijk Wetboek, waarvan Carel Asser lid en algemeen secretaris werd. De commissie diende een ontwerp van wet in over Nederlanders en vreemdelingen en in 1886 het ontwerp van het eerste Boek van het Burgerlijk Wetboek. Toen de commissie werd ingekrompen bedankte Asser voor het lidmaatschap. Hij werd nu tot tweemaal toe voorgedragen voor een positie in de Hoge Raad. Op 19 oktober 1892 volgde Asser Van Boneval Faure op als hoogleraar aan de Universiteit Leiden met een inaugurele rede over Wetenschap en samenleving. Zijn taak was het onderwijs in het burgerlijk recht, het handelsrecht en het burgerlijk procesrecht.

## Wetenschap
Asser schreef artikelen voor tijdschriften, maakte een preadvies voor de Nederlandse Juristen-Vereniging en bewerkte de tweede druk van Léons verzameling van De rechtspraak van de Hoge Raad op de artikelen van het Burgerlijk Wetboek. Daarnaast schreef Asser (met medewerking van mr. Ph.W. van Heusde) een Handleiding tot de beoefening van het Nederlands Burgerlijk Recht. Het denkbeeld bij dit boek was een voortzetting te geven van dat van Van Hall; Assers doel was om op systematische, oordeelkundige wijze, zonder nodeloze omhaal van woorden het Nederlands burgerlijk recht te verklaren. Dit boek wordt als Asser-serie in gewijzigde en sterk uitgebreide vorm nog steeds herdrukt.

## Trivia
Asser speelde verdienstelijk viool. Als student was hij lid geweest van Sempre Crescendo en later was hij jarenlang lid van het hoofdbestuur van de Maatschappij tot bevordering der Toonkunst en president van de afdeling Den Haag en Leiden. Hij was lid van de Raad van Toezicht van de in Den Haag gevestigde Koninklijke Muziekschool. Asser werd begraven op Oud Eik en Duinen.
- Biografisch Portaal: 84151519
- Digitale Bibliotheek voor de Nederlandse Letteren: asse065
- Gemeinsame Normdatei: 116371420
- International Standard Name Identifier: 0000 0000 6319 6080
- Library of Congress Control Number: n81102604
- Nederlandse Thesaurus van Auteursnamen: 068311656
- Istituto Centrale per il Catalogo Unico: LO1V471004
- Trove: 1113056
- Virtual International Authority File: 62872763
- WorldCat: E39PBJtX6fK43yhTWVqTgBvJXd